# Шеридан (Арканзас)
Шеридан (англ. Sheridan, Arkansas) — город, расположенный в округе Грант (штат Арканзас, США) с населением в 3872 человека по статистическим данным переписи 2004 года.
Является административным центром округа Грант.

## География
По данным Бюро переписи населения США город Шеридан имеет общую площадь в 10,36 квадратных километров, водных ресурсов в черте населённого пункта не имеется.
Шеридан расположен на высоте 84 метров над уровнем моря.

## Демография
По данным переписи населения 2000 года в Шеридане проживало 3872 человека, 1050 семей, насчитывалось 1509 домашних хозяйств и 1685 жилых домов. Средняя плотность населения составляла около 379,6 человека на один квадратный километр. Расовый состав Шеридана по данным переписи распределился следующим образом: 97,34 % белых, 0,96 % — чёрных или афроамериканцев, 0,28 % — коренных американцев, 0,15 % — азиатов, 0,05 % — выходцев с тихоокеанских островов, 0,65 % — представителей смешанных рас, 0,57 % — других народностей. Испаноговорящие составили 0,96 % от всех жителей города.
Из 1509 домашних хозяйств в 35,4 % — воспитывали детей в возрасте до 18 лет, 56,4 % представляли собой совместно проживающие супружеские пары, в 10,4 % семей женщины проживали без мужей, 30,4 % не имели семей. 27,0 % от общего числа семей на момент переписи жили самостоятельно, при этом 10,9 % составили одинокие пожилые люди в возрасте 65 лет и старше. Средний размер домашнего хозяйства составил 2,49 человек, а средний размер семьи — 3,02 человек.
Население города по возрастному диапазону по данным переписи 2000 года распределилось следующим образом: 26,3 % — жители младше 18 лет, 8,6 % — между 18 и 24 годами, 30,6 % — от 25 до 44 лет, 20,9 % — от 45 до 64 лет и 13,6 % — в возрасте 65 лет и старше. Средний возраст жителей составил 35 лет. На каждые 100 женщин в Шеридане приходилось 90,7 мужчин, при этом на каждые сто женщин 18 лет и старше приходилось 91,0 мужчин также старше 18 лет.
Средний доход на одно домашнее хозяйство в городе составил 37 207 долларов США, а средний доход на одну семью — 43 953 доллара. При этом мужчины имели средний доход в 32 216 долларов США в год против 22 891 доллар среднегодового дохода у женщин. Доход на душу населения в городе составил 19 184 доллара в год. 7,0 % от всего числа семей в округе и 9,8 % от всей численности населения находилось на момент переписи населения за чертой бедности, при этом 11,3 % из них были моложе 18 лет и 17,6 % — в возрасте 65 лет и старше.